# Āltīn Towkhmāq
Āltīn Towkhmāq (persiska: Āltīn Tokhmāq, آلتين تخماق, آلتين توخماق) är en ort i Iran.   Den ligger i provinsen Golestan, i den norra delen av landet, 300 km nordost om huvudstaden Teheran. Antalet invånare är 553.
Terrängen runt Āltīn Towkhmāq är mycket platt. Runt Āltīn Towkhmāq är det ganska tätbefolkat, med 149 invånare per kvadratkilometer. Närmaste större samhälle är Gomīshān, 18,4 km väster om Āltīn Towkhmāq. Omgivningarna runt Āltīn Towkhmāq är i huvudsak ett öppet busklandskap.